# Linga, Vaila Sound
Linga är en obebodd ö i Vaila Sound, kommunen Shetlandsöarna, Skottland. Ön är belägen 1,8 km från Walls.